# Effet piston
L’effet piston fait référence au déplacement forcé d'air dans un tunnel ou un puits, à cause d'une masse en mouvement. C'est un phénomène à prendre en compte lors de la mise au point de toutes sortes de structures. 

## Cause

Diagramme illustrant l'effet piston créé par un véhicule se déplaçant dans un tunnel.

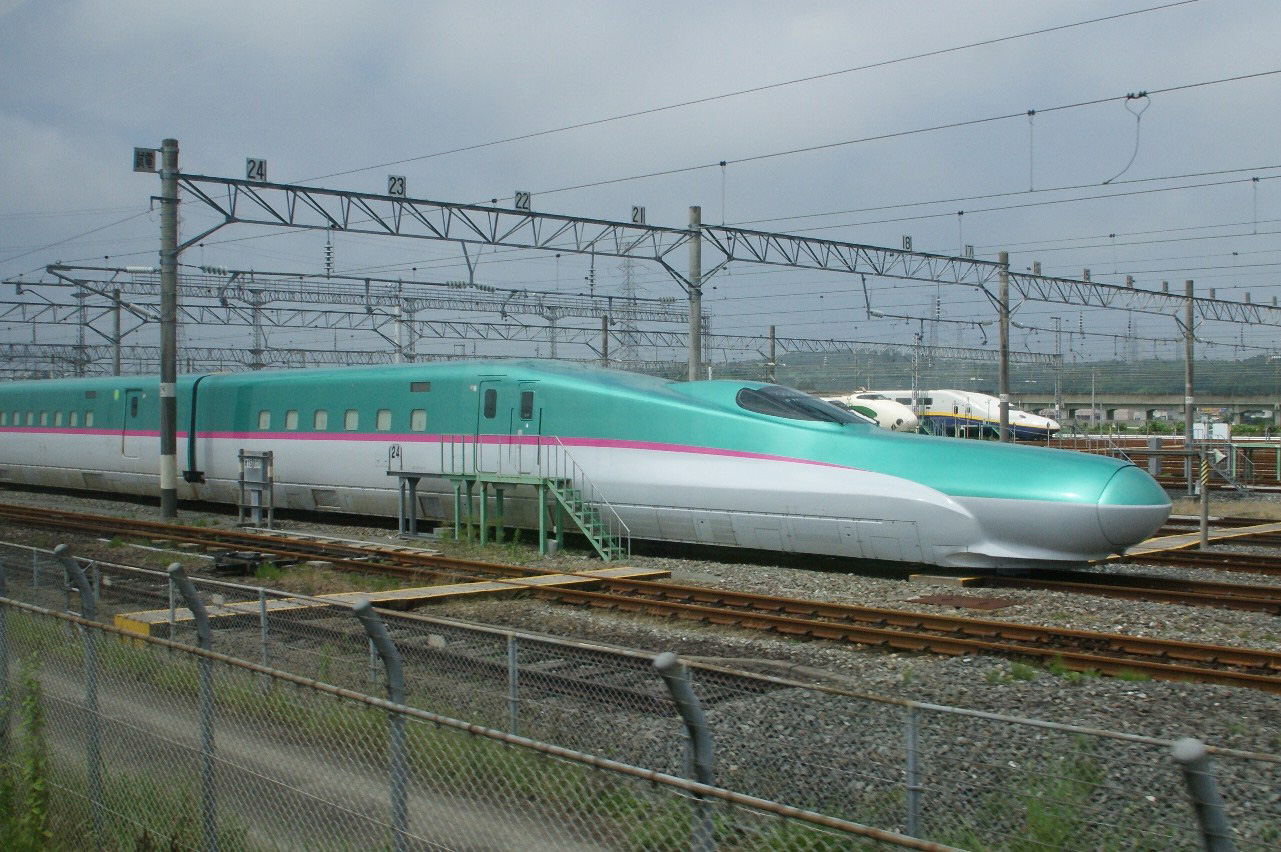
Le nez profilé du Shinkansen de la série E5 au Japon est conçu pour contrer l’effet piston.

Lorsqu'un véhicule se déplace en plein air, il met en mouvement de l'air dans n'importe quelle direction, sauf vers le sol. À l'intérieur d'un tunnel, l'air est confiné par les parois, et se déplace le long du tunnel. Derrière le véhicule en mouvement, l'air est aspiré et pénètre dans le tunnel. De plus, en raison de sa viscosité, le fluide est entraîné par la surface du véhicule. Ce mouvement de l'air causé par le véhicule est analogue au fonctionnement d'un piston mécanique, d'où le nom d'« effet de piston ».

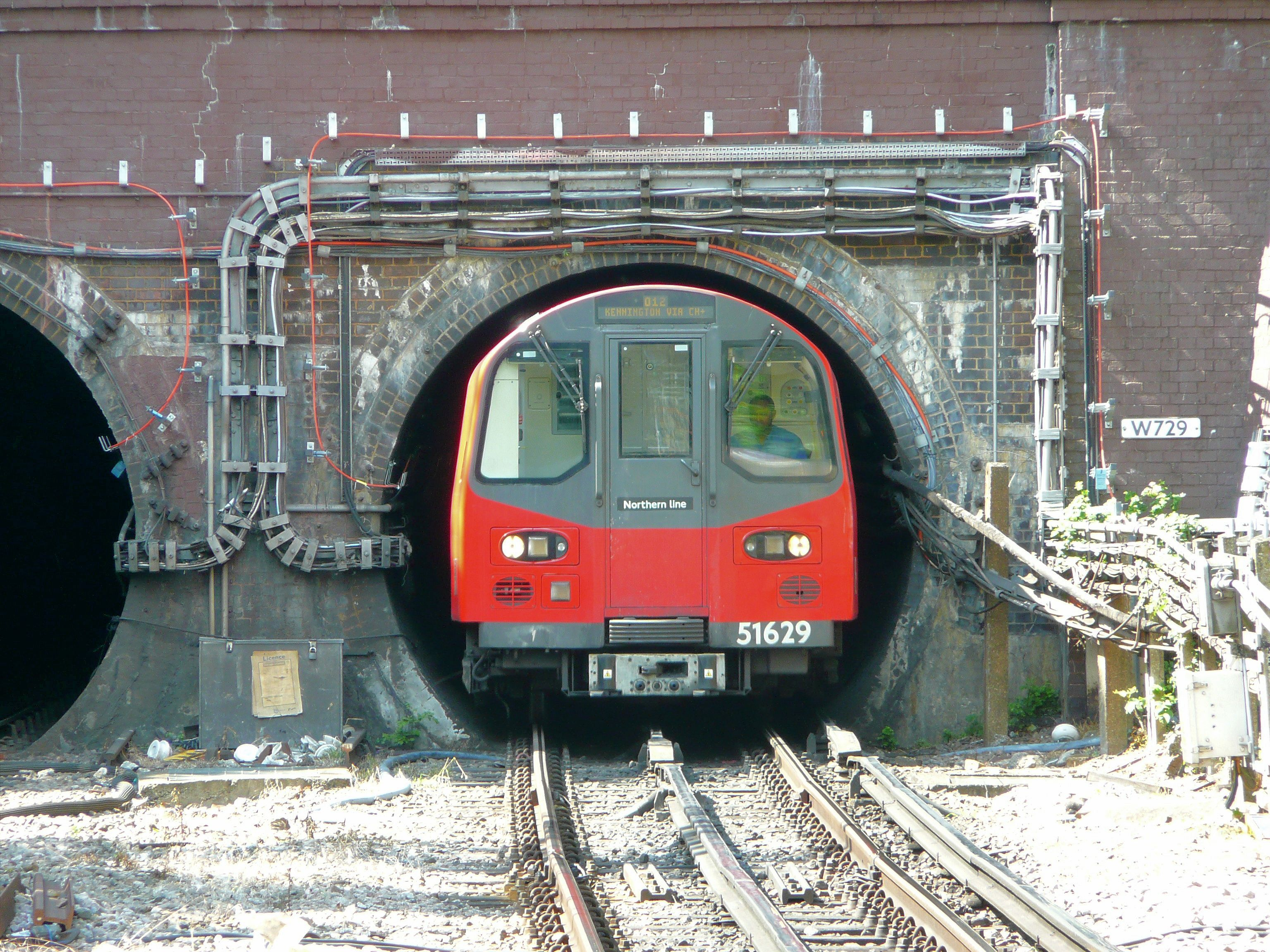
Métro de Londres à Hendon Central.

L'effet piston est particulièrement prononcé dans les tunnels ferroviaires, car dans de nombreux cas la face avant du train est presque aussi grande que la section transversale du tunnel. Le vent ressenti par les passagers sur les quais du métro lorsqu'un train approche est l'écoulement de l'air créé par l'effet piston. L'effet est moins prononcé dans les tunnels de véhicules routiers, car la section transversale du véhicule est petite comparée celle du tunnel. Les tunnels à sens unique maximisent l'effet piston. Sa puissance dépend de la distance entre le véhicule et le tunnel, ainsi que de la forme du front du véhicule. 
Le flux d'air provoqué par effet piston peut soumettre les installations intérieures au tunnel à des efforts importants. Ces installations doivent donc être conçues et installées en prenant en compte cet effet. 

## Applications
Les ingénieurs en travaux publics doivent prendre en compte l'effet piston dans le cadre de l'écoulement de fumée dans les cages d'ascenseur. Un ascenseur en mouvement déplace l’air qui se trouve autour de lui. Par conséquent, en cas d'incendie, un ascenseur en mouvement peut pousser la fumée dans les étages inférieurs. 
L'effet piston est pris en compte dans la ventilation des tunnels. Dans les tunnels ferroviaires, là où l'effet est le plus marqué, le train expulse l'air qui le précède vers le puits de ventilation le plus proche, et aspire l'air depuis le dernier puits. L'effet piston influence également la ventilation dans les tunnels routiers. 
Dans certains tunnels de métro, l'effet piston est assez marqué pour que la ventilation mécanique ne soit pas nécessaire. Dans une certaine mesure, cela permet de réaliser des économies d’énergie. 

## Onde de choc

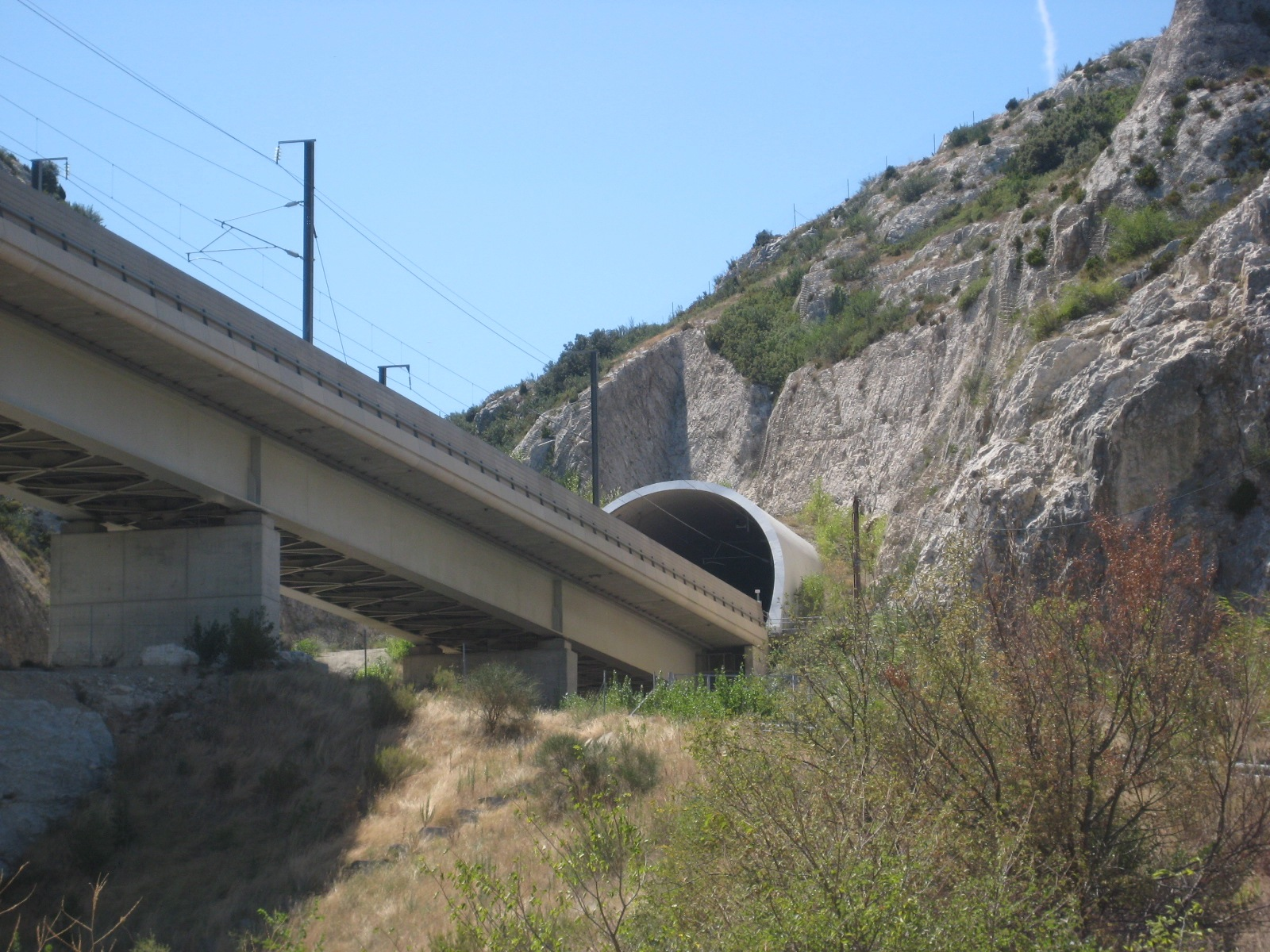
Un tunnel TGV avec une protection à l’entrée pour atténuer l'onde de choc.

Les trains à grande vitesse peuvent générer des ondes de choc, pouvant déranger les riverains et endommager les trains et les structures du tunnel. La perception de ce son par les humains est similaire à celle du bang supersonique d'un avion de chasse, mais contrairement à lui, ce bruit n'est pas causé par des trains dépassant la vitesse du son. Il résulte de la structure du tunnel empêchant l'air autour du train de s'échapper dans toutes les directions. Lorsqu'un train traverse un tunnel, il génère des ondes de compression devant lui. Ces ondes vont former une onde de choc qui génère un bang lorsqu'elle atteint la sortie du tunnel,. La force de cette onde étant proportionnelle au cube de la vitesse du train, l'effet est beaucoup plus prononcé avec des trains très rapides.  
Ce bang peut gêner les riverains près de la sortie du tunnel, surtout dans les vallées montagneuses où le son peut faire écho. Ces perturbations doivent être prises en compte pour les lignes à grande vitesse telles que le Shinkansen, et le TGV. Ce phénomène est même devenu l'un des principaux obstacles à l'augmentation de la vitesse des trains au Japon, où le relief nécessite de nombreux tunnels. De nombreuses sorties de tunnel sont en effet concernées par une loi japonaise, limitant à 70 dB le bruit dans les zones résidentielles.  
Afin de réduire ce phénomène, les ingénieurs rendent le profil du train très aérodynamique. De plus, des protections sont ajoutées, aux entrées comme aux sorties des tunnels  comme des murs perforés . Des trous d'aération sont également percés dans les tunnel.  